# Lille nørd
Lille Nørd var en tv-serie for børn, der blev sendt fra 2005 - 2012 på DR. De første værter var Jeppe Vig Find & Marie Christensen-Dalsgaard, der skulle prøve at skabe et nyt naturprogram i den bedste sendetid. Det tidligere naturprogram i børnetimen (Fjernsyn for dig) var Naturpatruljen med Doktor Pjuskebusk, Martin og Ketil.
Tv-serien genudsendes løbende på DR Ramasjang og kan ses på dr.dk. 

## Handling
I Lille Nørd drager to gode venner ud og ser på dyr. De lærer om dem og husker deres nye viden til deres leg hjemme i garagen, hvor de blandt andet klæder sig ud som dyrene. Med tiden har de skiftet garagen ud med et studie, og senere hen var de kun udenfor. 

### Sange
I Lille Nørd blev der med tiden sunget en del forskellige sange, fx "Køresangen", "Vi er Venner", "Nørd ud" og "Så er lille Nørd på banen". Der var også sange om de første dyr nørderne så. Sangene i de første sæsoner var lavet af Jeppe & Marie sammen med Flex D Loop.

## Lege
I Lille Nørd forekom der lege i forbindelse med de ting nørderne havde set og lært. De forskellige lege handler derfor om forskellige dyr og steder.

### Lege i efteråret 2005
Liste over lege i vilkårlig rækkefølge:
- Sæson 1: Ænder, torsk & fiskeri, bier,rotter, hajer
- Sæson 2:  snoge, bævere, dyrehospital, ræve & grævlinge, sommerfugle, reder, camouflage, myrer & bladlus, nat-turen, edderkopper, vilde heste, flagermus

### Lege i vinteren 2005/2006
Nye lege fra 2006:
- Sæson 3:  Bondegård, lavinehunde (i Sverige), elgsafari (i Sverige), lopper, blæksprutter, marsvin, pindsvin, sangfugle, eremitkrebs

### Lege indtil jul 2006
Så var der igen nye nørd-programmer, de kørte indtil julen 2006:
- Sæson 4:   Tangnåle, fluer, ilder, brevduer, falke, kyllinger, sæl, kaniner, egern, kronhjorte, zoologisk have, og til sidst en fest, hvor nørdlingerne så tilbage på de oplevelser de havde haft.

### Lege i vinter/forår 2007
I vinteren og foråret 2007 blev de sidste nørd-programmer med Jeppe & Marie sendt. Der skulle Lille Nørd verden rundt på 10 lege:
- Masaier i Kenya, farmer i Kenya, besøger et elefantbørnehjem i Kenya, munke og nonner i Thailand, hovedjæger i Borneo, strandet på en øde ø i Borneo, mayaindianer i Mexico, Tarzan og Jane i Brasiliens regnskov Amazonas, karneval i Brasilien, grise-hygge-fest i Danmark.

## Værter
Lille Nørd har flere gange fået nye værter.
- Jeppe & Marie (foråret 2005 - forår 2007)
- Johan & Rosa (3 sæsoner, efteråret 2007 - 2009)
- Anton & Helle i 2009 (1 sæson, 2009)
- Anders og Katrine (4 sæsoner), der kører i en Citroën Type H Van. Deres sange og lege foregår udenfor.
- Kristian & Katrine (2 sæsoner 2011 - 2012). I sidste sæson har hver episode et tema om kroppen, fx øre, næse og mund. For hvert tema vælger værterne to dyr, som de leger og lærer om. Kristian og Katrine kører i en Volkswagen Boble cabriolet.